# Style (canção)
"Style" é uma canção da cantora norte-americana Taylor Swift, gravada para seu quinto álbum de estúdio 1989 (2014). Foi composta pela própria em conjunto Max Martin, Shellback e Ali Payami, sendo produzida pelos três últimos. A sua gravação decorreu em 2014, nos MXM Studios em Estocolmo e Conway Studios em Los Angeles. O tema foi enviado para as rádios norte-americanas em 9 de fevereiro de 2015 através da Republic Records, tornando-se o terceiro single e quinta canção lançada em promoção ao álbum.

## Antecedentes e conceito
"Style" é uma canção de electro-pop pop rock. A canção inclui a letra, "you got that long hair, slicked back, white t-shirt", no qual gerou especulações da música ter sido inspirada no ex-namorado de Swift, Harry Styles da boyband inglêsa One Direction, e como ele se encaixa na descrição da letra da canção.
A estreia de "Style" foi através de uma prévia no comercial da empresa Target para promover o álbum, com uma duração de 30 segundos. Durante o comercial houve também um erro, com uma afirmação de que o nome da canção era "Never Go Out of Style".
No final de dezembro de 2014, o chefe da Big Machine Records, Scott Borchetta, respondeu a pergunta de um fã em um rápido jogo de perguntas e respostas na rede social Twitter. O fã perguntou: "Qual será o próximo single de Taylor?", e Borchetta respondeu que estava disposto a lançar "Style". É uma "escolha óbvia", de acordo com a revista americana Billboard. Antes de "Style" ter sido oficialmente confirmada como single, a canção entrou para o top quarenta de diversas estações de rádio após o anúncio de Borchetta, adicionando a mesma em suas programações. Em janeiro de 2015, a Republic Records anunciou oficialmente "Style" como o terceiro single de Swift tirado do álbum 1989, com lançamento previsto para 9 de fevereiro de 2015.

## Desempenho comercial
Em sua primeira semana, a canção estreou na posição sessenta na parada Billboard Hot 100, e deixou a mesma na semana de 15 de novembro de 2014. Logo após sua apresentação no Victoria's Secret Fashion Show de 2014, a canção fez seu retorno à parada da Billboard, na semana de 18 de dezembro de 2014, chegando à 75ª posição, e vendendo 48.000 cópias naquela semana. Até 14 de janeiro de 2015, a canção havia vendido 470.000 cópias somente nos Estados Unidos.

## Apresentações ao vivo
Swift cantou "Style" pela primeira vez, juntamente com "Blank Space", durante o Victoria's Secret Fashion Show de 2014, gravado em 2 de dezembro de 2014, e exibido em 9 do mesmo mês.

## Desempenho nas tabelas musicais
| Tabela musical (2014–15)                               | Melhor posição |
| ------------------------------------------------------ | -------------- |
| África do Sul (Entertainment Monitoring Africa)        | 1              |
| Alemanha (Media Control Charts)                        | 99             |
| Austrália (ARIA Charts)                                | 8              |
| Áustria (Ö3 Austria Top 40)                            | 30             |
| Bélgica (Ultratop 50 de Flandres)                      | 8              |
| Bélgica (Ultratop 40 da Valônia)                       | 47             |
| Brasil (Billboard Hot 100 Brasil)                      | 98             |
| Canadá (Canadian Hot 100)                              | 6              |
| Croácia (Croatian Airplay Radio Chart)                 | 31             |
| Escócia (The Official Charts Company)                  | 9              |
| Eslováquia (IFPI Slovenská Republika)                  | 62             |
| Estados Unidos (Billboard Hot 100)                     | 6              |
| Estados Unidos (Pop Songs)                             | 1              |
| Estados Unidos (Adult Pop Songs)                       | 1              |
| Estados Unidos (Hot Adult Contemporary Tracks)         | 1              |
| Estados Unidos (Billboard Rhythmic)                    | 21             |
| França (Syndicat National de l'Édition Phonographique) | 150            |
| Hungria (Magyar Hanglemezkiadók Szövetsége)            | 18             |
| Irlanda (Irish Recorded Music Association)             | 38             |
| Japão (Japan Hot 100)                                  | 57             |
| Países Baixos (MegaCharts)                             | 22             |
| Nova Zelândia (NZ Top 40 Singles)                      | 11             |
| Reino Unido (UK Singles Chart)                         | 21             |
| Chéquia (IFPI Česká Republika)                         | 25             |

### Certificações
| País                  | Certificação | Vendas    |
| --------------------- | ------------ | --------- |
| Austrália (ARIA)      | 2× Platina   | 190.000   |
| Canadá (MC)           | 3× Platina   | 240.000   |
| Estados Unidos (RIAA) | 3× Platina   | 2.052.000 |
| Nova Zelândia (RIANZ) | Platina      | 7.500     |
| Reino Unido (BPI)     | Prata        | 300.000   |

## Histórico de lançamento
| País           | Data                    | Formato                       | Gravadora            |
| -------------- | ----------------------- | ----------------------------- | -------------------- |
| Estados Unidos | 9 de fevereiro de 2015  | Rádios hot adult contemporary | Big Machine Republic |
| Estados Unidos | 10 de fevereiro de 2015 | Rádios mainstream             | Big Machine Republic |